# Jean Filippi
Pour les articles homonymes, voir Filippi.
Jean Filippi, né le 19 octobre 1905 à Genève et mort le 15 janvier 1993 à Paris, est un haut fonctionnaire et homme politique français.

## Biographie

### Carrière
Diplômé de l'École libre des sciences politiques, Jean Filippi devient inspecteur des finances en 1930. Secrétaire général de la SNCF en 1937, il est chef de cabinet de plusieurs ministres comme Albert Sarraut, Laurent Eynac, Henri Queuille, Lucien Lamoureux ou Yves Bouthillier. Il est secrétaire général aux Questions économiques du 12 juillet 1941 au 16 juin 1942 dans les gouvernements François Darlan puis Laval sous le régime de l'État français.
Après la Libération, il est nommé en 1945, directeur général de l'́Économie et des Finances du gouvernement militaire français à Baden-Baden puis en 1948, président du comité des échanges de l'Organisation européenne de coopération économique. De 1949 à 1950, il est directeur du cabinet de Maurice Petsche, ministre des Finances et des affaires économiques.
Il occupe également les fonctions de directeur général de 1951 à 1955 de Louis-Dreyfus et Cie, puis de président de la banque Louis-Dreyfus de 1953 à 1971.

### Parcours politique
Il est membre du gouvernement Guy Mollet au poste de secrétaire d'État au Budget du 1er février 1956 au 13 juin 1957.
Le 19 juin 1955, il est élu sénateur radical de la Corse. Il est réélu le 26 avril 1959, le 23 septembre 1962 et le 26 septembre 1971. Il représente la Haute-Corse de 1975 à 1980.
Au niveau local, il est élu conseiller général du canton de Vescovato en juin 1950 et le demeure jusqu'en 1976. Comme sénateur, il siège de droit au conseil régional de Corse de la création de celui-ci en 1974 jusqu'à la fin de son mandat sénatorial en 1980. Il en assure la présidence de 1979 à 1980.

## Source
- Benoît Yvert, Dictionnaire des ministres 1789-1989, Librairie académique Perrin, 1990 (ISBN 2-262-00710-1), p. 684